# 스타디움 느가라
스타디움 느가라(Stadium Negara)는 말레이시아 쿠알라룸푸르에 위치해있는 실내 경기장으로 말레이시아 최초의 실내 경기장이다.